# Crocs
Crocs, Inc. ist ein börsennotierter US-amerikanischer Schuhhersteller für Clogs aus Kunststoff. Merkmal der ebenfalls „Crocs“ genannten, pantoffelartigen Schuhe sind leuchtende Farben.

## Das ProduktCrocs

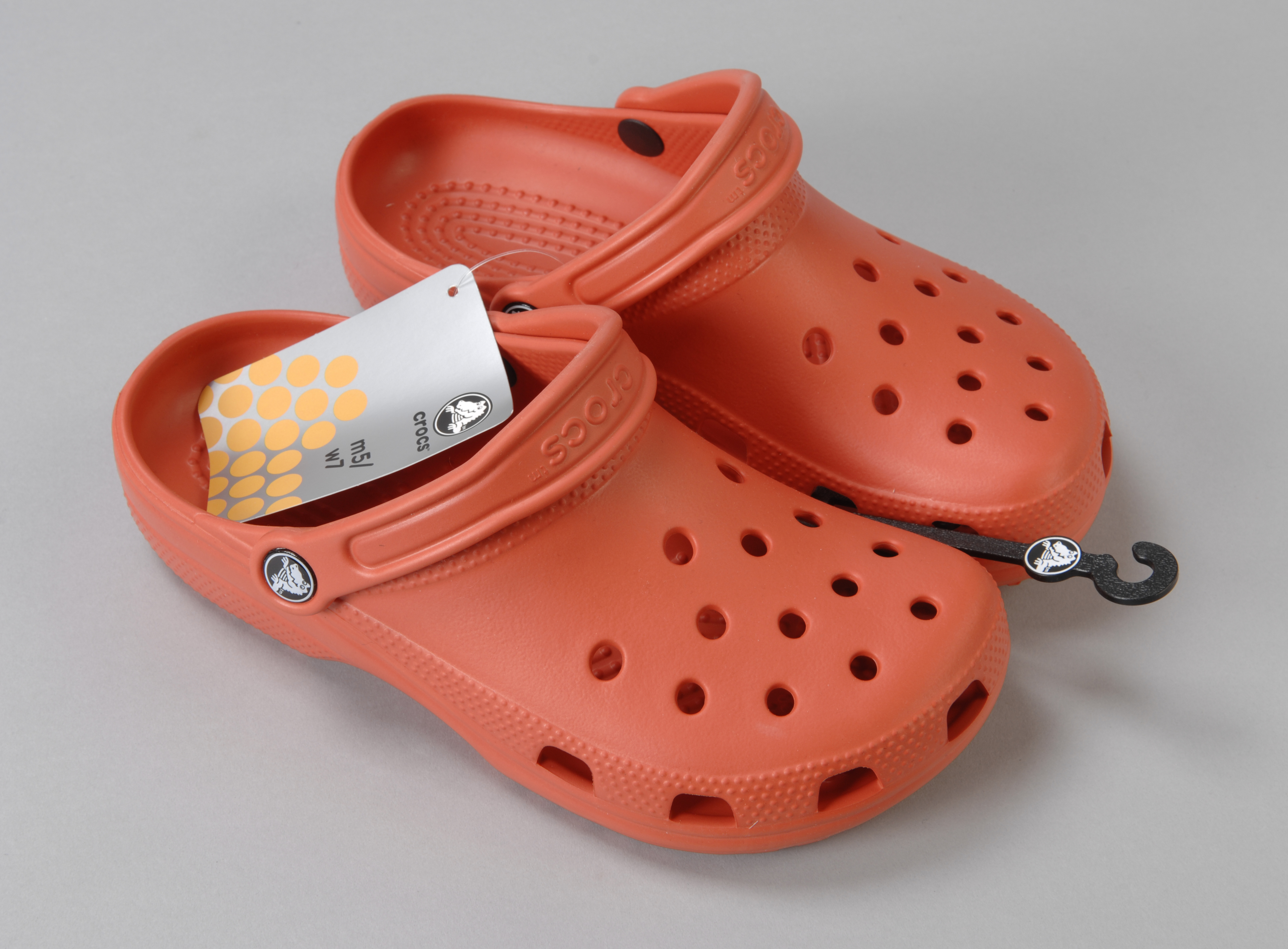
Crocs, 2012

### Produktpalette
Crocs Classic sind hinten offene Schuhe mit leicht erhöhtem Absatz und einem Halteriemen, die vor allem für Bootsfahrer gedacht waren. Der geschlossene Vorderschuh enthält zahlreiche Luftlöcher. Zweites Hauptmodell ist der etwas schmalere Cayman, den es auch in Kindergrößen gibt. Die Produktpalette wurde zwischenzeitlich um Flip-Flops, Sandalen, Sneaker, Gummistiefel und Winterstiefel erweitert.
Daneben gibt es auch Merchandising-Artikel. Lizenzpartner sind hierbei Medienkonzerne wie Walt Disney, Warner Bros. oder Nickelodeon, welche Bestandteil der strategischen Linie von Crocs sind.

### Modeerscheinung
Die Schuhe, die ursprünglich nicht als Straßen- und Alltagsschuhe gedacht waren, entwickelten sich innerhalb kurzer Zeit zu einem großen Verkaufserfolg. Sie stellen einen Modetrend dar wie zuvor Clogs oder Flip-Flops.

### Material
Das Schuhmaterial nennt sich PCCR (Proprietary closed-cell resin), ist wasserfest und nicht porös, weshalb sich Bakterien und Pilze nicht so leicht festsetzen, was die Schuhe hygienischer und weniger geruchsanfällig macht als andere Kunststoffschuhe. Durch das geschäumte Material ist auch das Gewicht der Schuhe geringer, die klassischen Crocs wiegen etwa 170 g.
Laut einem Test der Zeitschrift Öko-Test Ausgabe 05/2007 enthielt ein Testpaar der Schuhe Dibutylzinn und PAK und somit „potentiell gesundheitsgefährdende Substanzen“. Crocs, Inc. begegnete dem mit einem Hinweis auf Untersuchungen unter anderem des TÜV Rheinland, der die vorkommende Konzentration für nicht gefährlich halte.

## Der HerstellerCrocs Inc.

### Geschichte
Im Juli 2002 wurde die Firma von Lyndon Hanson, Scott Seamans und George Boedecker in Boulder, Colorado, gegründet. Hanson und Boedecker hatten bereits ab 1999 die Firma Western Brands LLC, als Seamans mit einer neuen Geschäftsidee auf sie zukam. Sie vermarkteten leichte Kunststoffschuhe, die von Fin Project NA (Foam Creations, Inc.), dem kanadischen Ableger eines italienischen Unternehmens, entwickelt und produziert worden waren. Mit ihren rutsch- und abriebfesten Sohlen waren die wasserfesten Schaumharz-Schuhe ursprünglich insbesondere für Feuchträume und den Bootssport gedacht und im November 2002 wurden die ersten 1000 Paar des Modells Crocs Beach auf der Boat Show in Fort Lauderdale vorgestellt und ausverkauft.
Zuerst wurden die Schuhe nur auf Bootsmessen vorgestellt, über kleinere Schuhläden kamen die Crocs auch zu großen Warenhausketten wie Nordstrom und Dillard’s. Um dieser großen Nachfrage nachzukommen und das Unternehmen entsprechend auszubauen, wurde 2003 Ronald R. Snyder in den Vorstand aufgenommen, der Dovatron International Incorporated mitgegründet und nach der Übernahme durch Flextronics als Division President (Bereichsleiter) des Großunternehmens gearbeitet hatte. Nachdem Privatkapital in Höhe von 5 bis 10 Millionen US-Dollar beschafft worden war, kaufte Crocs im Juni 2004 Fin Product und ihre Produktionsstätten auf, um sich die exklusiven Rechte an dem patentierten Schaumharz mit dem Markennamen Croslite zu sichern, aus dem die Schuhe gefertigt werden. In Mexiko und Kanada wurden weitere Produktionsstätten aufgebaut und Lieferanten in China, Italien und Rumänien unter Vertrag genommen. Die Produktpalette wurde auf über 20 Modelle erweitert.

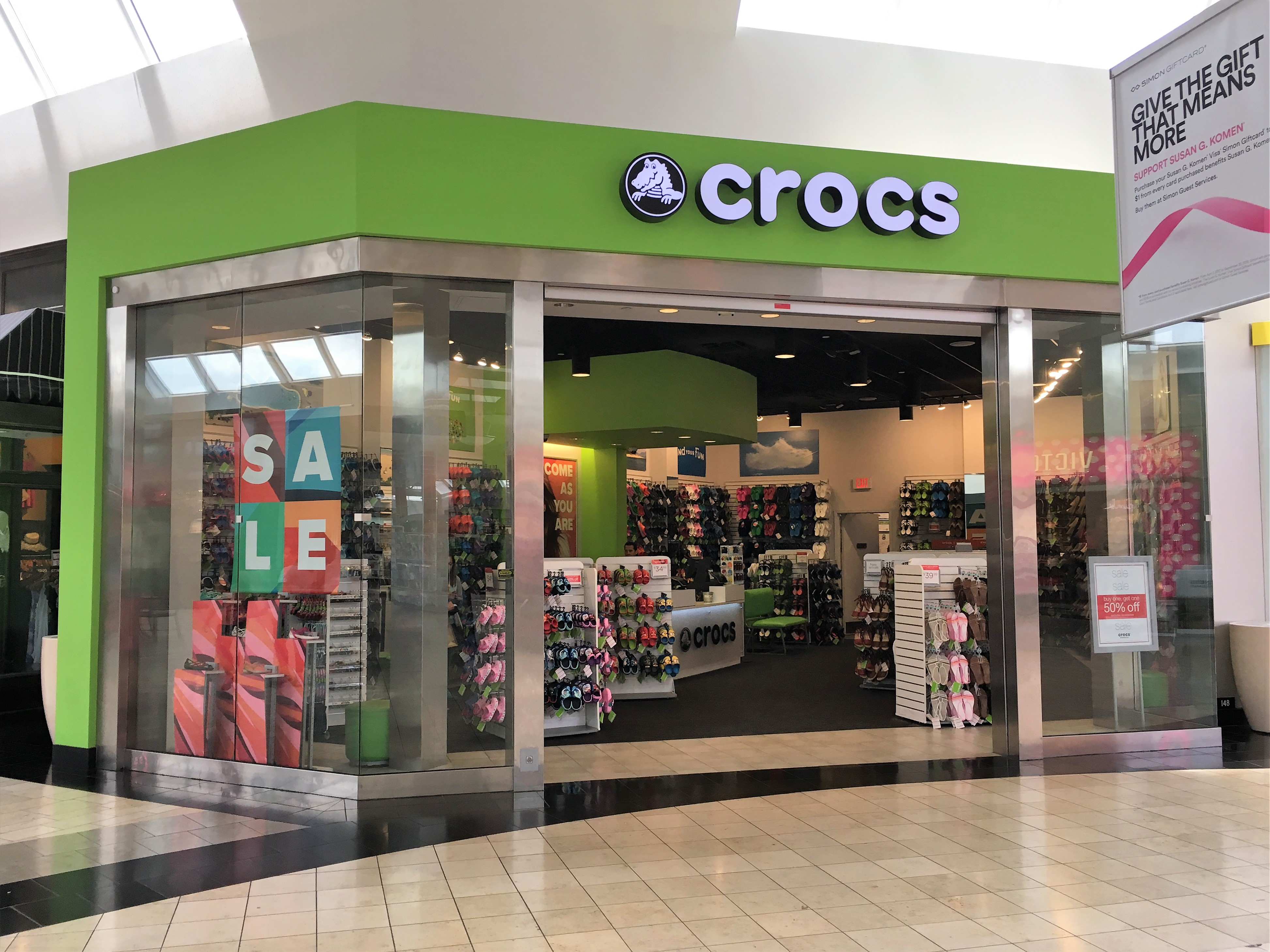
Crocs-Laden, Miami, 2017

2004 verzehnfachte sich der Umsatz des Unternehmens im Vergleich zum Vorjahr und nachdem man in alle US-Staaten expandiert hatte, folgte 2005 der Schritt auf den Weltmarkt nach Europa, Asien und Australien. Im Februar 2006 wurden für 240 Millionen US-Dollar Aktien verkauft, der größte Betrag, der bisher für ein Schuhunternehmen erzielt wurde. Der Wert des Unternehmens wird mit über einer Milliarde US-Dollar angegeben. Von 2005 stieg der Umsatz von 109 Millionen US-Dollar auf 357 Millionen im Jahr 2006 und auf knapp über 1 Milliarde US-Dollar im Jahr 2017. Im Dezember 2021 übernahm Crocs den italienischen Schuhhersteller Heydude für 2,2 Milliarden Euro.

### Produktionsländer
Die Produktionsstätten gab es in der Vergangenheit in China, Italien, Mexiko, Vietnam und Bosnien-Herzegowina; bis 2017 wurde die Produktion auf zwei Standorte in Mexiko und Italien konzentriert. Im August 2018 gab das Unternehmen bekannt, die Produktion vollständig auf Vertragspartner auszulagern.
Mitte Juni 2019 gab das Unternehmen bekannt, dass es mehr als zwei Drittel seiner für die USA bestimmte Produktion aus China heraus in andere Länder verlagern möchte, um sich für die Folgen des Handelskrieges zwischen den USA und China zu wappnen.

### Herstellung und Patente
Ab 2007 hatte das Unternehmen die Eintragung von Crocs und des Crocs-Logos als Marken in über 40 Ländern weltweit, einschließlich der USA, beantragt. Crocs erweiterte auch den Umfang seiner Markeneintragungen und Anmeldungen für die Marke und das Logo von Crocs, um Nicht-Schuhprodukte wie Sonnenbrillen, Schutzbrillen, Knieschoner, Uhren, Gepäck und einige ihrer Internet-Verkaufsaktivitäten abzudecken.
Crocs, Inc. hält die exklusiven Rechte an Croslite, einem schaumförmigen Ethylen-Vinylacetat-Copolymer im Spritzgussverfahren.

## Trivia
Im Film Idiocracy (2006) tragen alle Charaktere Crocs-Schuhe, da die Kostümdesignerin nur ein begrenztes Budget hatte und außerdem überzeugt war, dass Crocs (als Schuhe für feuchte Umgebungen konzipiert) niemals populär werden würden. In der Welt von „Idiocracy“ passten die Schuhe perfekt zur dargestellten Gesellschaft, die sich durch Dummheit und den Verfall von Werten auszeichnete.